# Dinetus arenarius
Dinetus arenarius (лат.) — вид песочных ос (Crabronidae) рода Dinetus из подсемейства Dinetinae (ранее в Astatinae). Казахстан, Монголия, Китай (Внутренняя Монголия).

## Описание
Мелкие осы (около 6 мм) чёрного цвета с жёлтыми отметинами. От близких видов (D. wojciechi) отличается следующими признаками: длина антенномера 3 не менее чем в 5 раз превышает ширину; апикальный край наличника с треугольными зубцами; скапус почти полностью коричневый или чёрный; задние бёдра чёрные по крайней мере в основании. Проподеум сверху чёрный. Средние бёдра чёрные или внутри с чёрным пятном. Щиток чёрный, по крайней мере, на вершине. Грудь снизу чёрная; если с жёлтыми пятнами, то середина бедра с чёрными пятнами. Щиток по крайней мере в вершинной половине чёрный. Щиток без густого серебристого опушения, маскирующего скульптуру. Глаза не соприкасаются друг с другом, но соприкасаются с основанием мандибул. Жвалы с выемкой внизу. В передних крыльях 2 субмаргинальные ячейки. Предположительно, как и другие близкие виды своего рода охотится на клопов (Heteroptera) или цикадок (Cicadinea), которых запасают для своего потомства в земляных гнёздах. Вид был впервые описан в 1973 году советским энтомологом Владимиром Лонгиновичем Казенасом (Алма-Ата), а его валидный стаус подтверждён в ходе ревизии, проведённой в 2021 году немецким гименоптерологом Hans-Joachim Jacobs (Senckenberg Deutsches Entomologisches Institut, Мюнхеберг, Германия).